# STARLESS
《STARLESS》是由日本成人遊戲製作公司WillPlus旗下的Empress製作的成人遊戲，在2011年5月27日發售。

## 故事
在暑假時尋找打工的男主角偶然看到了一則徵人啟事，便前往位在深山的間宮家豪宅應徵僕人，但他卻因此踏入了一個充斥著變態性慾的家族之中。

## 人物
澤渡 幸人（さわたり ゆきと）
配音員：中澤アユム
故事的男主角，在大學暑假的期間為了買車，因此到間宮家進行為期兩週的打工。
御手洗 優奈（みたらい ゆうな）
配音員：望月まゆ
戴眼鏡的女性。家裡經營餐廳，為了生病的弟弟賺取醫藥費、而進入間宮家工作。沒有性經驗。
間宮 麻理繪（まみや まりえ）
配音員：中野志乃
間宮家現任當家，為了維持自身的美貌、每天都會飲年輕男性的精液。
間宮 麻理華（まみや まりか）
配音員：一色光
麻理繪的長女，聰明而且個性溫和，是間宮家中稍微具有常識的人。她名下有多輛高級汽車。
間宮 麻理沙（まみや まりさ）
配音員：長谷部雪奈
麻理繪的次女，性格自我中心、蠻橫、對僕人非常嚴苛。
朝霧 幸恵（あさぎり さちえ）
配音員：大塚玲
指導主角的僕人前輩，會抽菸。個性很不錯，但扯到錢就會變了個樣。
野野原 美加子（ののはら みかこ）
配音員：彩世ゆう
和兒子一起擔任僕人，她是間宮家資歷最深的僕人，對這個家族絕對忠誠。
野野原 誠
美加子的獨生子，和母親一樣是間宮家的僕人。身材瘦小、長相中性，由於麻理繪的改造，他有著與身材不符的巨大陰莖。
君鳩 由香里
配音員：一色光
麻理繪的朋友之一，身穿旗袍的女性，和麻理繪一樣會飲男性精液來美容。
法蘭西思加‧瑪堤
配音員：彩世ゆう
麻理繪的朋友之一，金色長髮的女性，和麻理繪一樣會飲男性精液來美容。

## 製作團隊
- 企劃 - 聖少女
- 原畫・角色設計 - 聖少女
- 腳本 - 聖少女
- 背景 - 聖少女
- 音楽 - あるるかん

## OVA
DVD全4卷，2016年1月29日發售完全版。
1. 『STARLESS I 背徳之館』（2012年7月20日發售）[1]
2. 『STARLESS II 官能的演習』（2012年10月26日發售）[2]
3. 『STARLESS III 金色的淑女』（2012年12月21日發售）[3]
4. 『STARLESS IV 淫蕩的饗宴』（2013年4月19日發售）[4]

## 評價
2015年的萌系遊戲大賞媒體支持賞部門獲得金賞。 

## 外部連結
- 官方網站（页面存档备份，存于）（日語）